# Simulium microlepidum
Simulium microlepidum är en tvåvingeart som beskrevs av Elsen, Fain och De Boeck 1983. Simulium microlepidum ingår i släktet Simulium och familjen knott.
Artens utbredningsområde är Kongo. Inga underarter finns listade i Catalogue of Life.